# 25 tháng 2
Ngày 25 tháng 2 là ngày thứ 56 trong lịch Gregory. Còn 309 ngày trong năm (310 ngày trong năm nhuận).

## Sự kiện
- 1793 – George Washington triệu tập cuộc họp nội các đầu tiên sau khi nhậm chức Tổng thống Mỹ
- 1875 – Ái Tân Giác La Tái Điềm lên ngôi hoàng đế triều Thanh khi chưa tròn 4 tuổi, tức Quang Tự Đế, Từ Hi thái hậu và Từ An thái hậu đồng nhiếp chính.
- 1861 – Đại đồn Chí Hòa thất thủ.
- 1921 – Tbilisi, thủ đô của Gruzia, bị chiếm giữ bởi người Bolshevik.
- 1932 – Adolf Hitler nhập quốc tịch Đức, cho phép ông có quyền tham gia cuộc bầu cử Tổng thống Đức diễn ra trong cùng năm.
- 1945 – Chiến tranh Đông Dương: Chiến dịch Hòa Bình kết thúc với thắng lợi của Việt Minh, quân Liên hiệp Pháp rút lui.
- 1947 – Hội đồng cai quản quân Đồng minh chính thức tuyên bố giải thể nước Phổ.
- 1951 – Đại hội Thể thao liên Mỹ lần thứ nhất khai mạc tại Buenos Aires, Argentina với 21 quốc gia tham dự.
- 1956 – Trong bài diễn văn Về sùng bái cá nhân và những hậu quả của nó của mình, nhà lãnh đạo Liên Xô Nikita Khrushchev lên án sự sùng bái cá nhân của Stalin.
- 1968 – Thảm sát Hà My.
- 1986 – Tổng thống Ferdinand Marcos phải đào tị khỏi Philippines sau 20 năm cầm quyền; Corazon Aquino trở thành nữ tổng thống đầu tiên của Philippines.
- 2009 – Các thành viên của Lực lượng biên phòng Bangladesh nổi loạn tại tổng hành dinh ở thủ đô Dhaka.

## Sinh
- 449 – Lưu Tống Tiền Phế Đế, Hoàng đế thứ sáu của triều Lưu Tống trong lịch sử Trung Quốc (m. 465)
- 1398 – Minh Tuyên Tông Hoàng đế Trung Hoa (m. 1435)
- 1643 – Ahmed II Sultan của Đế quốc Ottoman (m. 1695)
- 1841 – Pierre-Auguste Renoir, họa sĩ, nghệ sĩ tạo hình và nhà điêu khắc Pháp (m. 1919)
- 1845 – George Reid Thủ tướng thứ tư của nước Úc (m. 1918)
- 1943 – George Harrison, thành viên của The Beatles (m. 2001)
- 1973 – Julio José Iglesias, ca sĩ người Tây Ban Nha
- 1981 – Nguyễn Việt và Nguyễn Đức, cặp sinh đôi dính liền đầu tiên tại Việt Nam.
- 1983 – Eduardo da Silva, cầu thủ người Brasil
- 1995 – Nguyễn Trần Khánh Vân, hoa hậu hoàn vũ 2019, người mẫu, diễn viên, doanh nhân người Việt Nam
- 1997 – Lý Hoàng Nam, vận động viên quần vợt Việt Nam

## Mất
- 1643 – Marco da Gagliano, nhà soạn nhạc người Ý (s. 582)
- 1852 – Thomas Moore, nhà thơ Ireland (s. 1779)
- 1886 – Phạm Viết Chánh, danh sĩ và đại thần triều Nguyễn (s. 1824)
- 1972 – Phan Đình Soạn, Thiếu tướng Quân lực Việt Nam Cộng hòa (s. 1929)
- 1972 – Ngô Hán Đồng, Chuẩn tướng Quân lực Việt Nam Cộng hòa (s. 1930)
- 2008 – Từ Văn Bê, Chuẩn tướng Quân lực Việt Nam Cộng hòa
- 2010 – Cao Hảo Hớn, Trung tướng Quân lực Việt Nam Cộng hòa (Sinh 1926)